# Christian Ludwig Landbeck
Christian Ludwig Landbeck (11 décembre 1807 - 3 septembre 1890) est un ornithologue allemand.

## Biographie
Il participe à une expédition au Chili et décrivit de nombreuses espèces d'oiseaux en collaboration avec Rodolfo Amando Philippi (1808-1904).
Il dirige la publication de la Natural history of all European birds avec  Eugene Ferdinand von Homeyer (1809-1889) et Carl von Schertel.